# Biblioteca de la ciudad y universidad de Osijek
La Biblioteca de la ciudad y universidad de Osijek (en croata: Gradska i sveučilišna knjižnica Osijek) es la biblioteca de la ciudad de Osijek y la biblioteca central de la Universidad de Osijek. Es la biblioteca más grande de Eslavonia y una de las más grandes de Croacia. La biblioteca de la ciudad y Universidad de Osijek se estableció como la Biblioteca de la ciudad de Osijek (croata: Gradska knjižnica Osijek) el 8 de febrero de 1949, por decisión del comité nacional de la ciudad de Osijek. En 1957 fue trasladada a la antigua Casa de Gillming-Hengl, donde se encuentra la biblioteca hoy. En 1975 se creó la Universidad de Osijek, cuyo fundador fue Biblioteca de la Ciudad, por lo que amplió sus actividades y asumió las funciones de biblioteca universitaria, por lo que se cambió el nombre al actual que todavía lleva.